# Onde de Scholte
 (juin 2016).
Si vous disposez d'ouvrages ou d'articles de référence ou si vous connaissez des sites web de qualité traitant du thème abordé ici, merci de compléter l'article en donnant les références utiles à sa vérifiabilité et en les liant à la section « Notes et références ».
L’onde de Scholte est une onde qui se propage à la limite d’un liquide et d’un solide, par exemple au sol marin.